# ジョゼフ・プロファチ
ジョゼフ・"ジョー"・プロファチ（Joseph "Joe" Profaci, 1897年10月2日 - 1962年6月7日）は、米国のイタリア系犯罪組織コーサ・ノストラ、プロファチ一家（現コロンボ一家）のボス。本名はジュゼッペ・プロファチ(Giuseppe Profaci)。「オリーブオイル・キング」、「ドン・ペッピーノ（"Don Peppino"）」、「老人（"The Old Man"）」とも呼ばれた。

## プロフィール

### 初期
シチリアパレルモ県ヴィッラバーテ生まれ。叔父が地元マフィアのズッビオのメンバーで、マフィアの影響の濃い環境で育った。1916年窃盗とレイプ未遂で逮捕されたが放免された。1920年、窃盗で1年服役した。出所後、1921年9月に一家でアメリカに渡った。しばらくニューヨークにいたが、翌1922年、シカゴでパン屋と雑貨商を始めた。1925年、店を畳んでニューヨークに戻り、一時シチリアに帰国した。
1927年ニューヨークのブルックリン（ベンソンハースト）で、オリーブオイルの輸入業を始めた。同じ頃、遠戚のジョゼフ・マリオッコと付き合い始め、マリオッコの妹と結婚した。同郷ヴィッラバーテ出身のギャングと非合法活動に従事し、パレルモ派閥のギャングリーダーに担ぎ上げられた。ベンソンハーストなどブルックリン中南部とスタテン島を縄張りとし、イタリア産トマトやオリーブオイル輸入（"カルメラミーア"、"マンマミーア"）を手がける傍ら、酒の密輸、賭博、高利貸し、組合たかりや麻薬などに精を出した。
1928年12月5日、クリーヴランドで開かれたシチリアマフィア会議に参加した。会議の間、警察の手入れにあい、逮捕されたがすぐ解放された。出席メンバーの大勢はパレルモ系マフィアで、ニューヨークからヴィンセント・マンガーノ、ジュゼッペ・トライナ、マリオッコ、シカゴからパスケール・ロロルド、タンパからイニャツイオ・イタリアーノなど総勢12人が参加し、地元マフィアのジョゼフ・ポレロがホストを務めた。会議では、同年殺されたフランキー・イェールとサルヴァトーレ・"トト"・ダキーラの密輸の縄張り処理が話し合われたと見られた。レッドフックやベイリッジなど南西ブルックリンの一部を新たに縄張りに加え、またイェール派の残党分子（カラブリア勢）を吸収した。

### 五大ファミリーボス
1930年のカステランマレーゼ戦争ではサルヴァトーレ・マランツァーノ側を支持したが、戦争にはほとんど関わらなかった（ボナンノは後年自伝でプロファチは中立だったとした）。ジョー・マッセリアに対抗できる力を持ちあわせなかったプロファチは中立を装ったが、マッセリアが劣勢になるとマランツァーノのアジトを訪れ、マッセリアを罵倒したという。1931年、マッセリアが殺された後のマランツァーノによる五大ファミリーの編成と、ラッキー・ルチアーノによるその再編のいずれにおいても独立したファミリーのボスと認められた。マリオッコを副ボスに、弟2人を一家の幹部や相談役にするなど身の回りを血族で固めた。
1937年、ニューアーク（ニュージャージー）のガスパール・ダミコの縄張りにニューヨークマフィアが侵攻し、ダミコの縄張りがニューヨーク勢で分割されたが、これを主導したのが一説にプロファチとされる（1930年代初め、プロファチはニューアークのマフィアボスだったマランツァーノ派のステファノ・バダミの後釜に同郷ヴィッラバーテ出身のダミコを後押しした）。
戦後、デトロイトのジョー・ゼリッリやマイアミのサント・トラフィカンテ・ジュニアと提携した。1946年12月、ギャングの大集会のハバナ会議に参加した。
1946年、プロファチの故郷ヴィッラバーテの名門マフィア、グレコ一家が2派閥に分かれて内輪もめを起こし、ジアルディニ（グレコ）派とチアクッリ派が殺し合いの復讐合戦に突入した。地元ボスの１人アントニオ・コットーネ（元プロファチ一家）がニューヨークにコンタクトし、プロファチが両者の仲裁に入った。
1953年、200万ドル以上の脱税容疑で司法省から告発された。1927年に取得していた市民権は、1954年司法省に無効宣告された（1960年回復）。1956年、ボナンノと姻戚関係を結び連携を強化した。
1957年、ニューヨーク税関でヘロイン密輸が発覚するが（シチリア産オレンジの木箱にオレンジをくりぬいて中にヘロインが詰められていた）、訴追を免れた。1959年11月、全米マフィアの参集したアパラチン会議で拘束された。

### 大富豪
第二次世界大戦中、イタリア産物資のアメリカ向け供給が途絶えるに応じて彼のオリーブオイル貿易が売り上げを伸ばした。巨万の富を築き、自宅がベンソンハースト、ニュージャージー、マイアミビーチに計3つあった（セオドア・ルーズヴェルト大統領の元邸宅を含む）。オリーブオイル貿易会社など20個のビジネスを経営し、傘下の会社や工場ではイタリア移民を優先的に雇用した。熱烈なカトリック信者で、教会の慈善活動に惜しみなく寄付する一方で、一家のメンバーに対しては厳しい上納金を課した。

### ギャロ-プロファチ戦争
1959年11月、上納金を5万ドル滞納した賭博屋フランク・アバテマルコを粛清し、その縄張りを取り上げて身内に回した。アバテマルコの仲間で組織上はハリー・フォンタナ配下のギャロ兄弟(ジョゼフら3人)が、プロファチに追われ逃げていたアバテマルコの息子を匿い、反乱を起こした。上納金の厳しい取り立てに不満なメンバー数十人がギャロの支持に回り、プロファチは窮地に陥った。1961年2月、ギャロ派は副ボスのジョゼフ・マリオッコ、プロファチ弟フランチェスコらファミリー首脳部4人を拘束し、フロリダにいたプロファチと遠距離交渉した。プロファチは譲歩して首脳部は解放された。
プロファチはすぐにギャロ派の切り崩しを図り、ギャロの味方だった幹部ニコラス・フォラノとカーマイン・ペルシコを自陣に鞍替えさせた。1961年8月、一気にギャロ潰しに動いた。ギャロ陣営にスパイのジョン・シモーネを送り込み、ギャロの側近でトップガンマンのジョー・ジェリーを騙し討ちし、同時にギャロ派のブレーン、ラリー・ギャロの殺害を企てたが、これは失敗した。1961年11月、ニュージャージーの狩猟ロッジに潜伏していた時、ギャロ派の襲撃に晒されたが難を逃れた。その後抗争はエスカレートした。ギャロ派はカルロ・ガンビーノやトーマス・ルッケーゼの支援を受けていたとも伝えられた。

### 晩年
同時期ガンビーノが一家の上納金問題にクレームを付け、プロファチに引退を勧告すると、ジョゼフ・ボナンノと結託してこれに抵抗した。ファミリー単位の戦争を回避するため引退提案は撤回され、プロファチはボスの地位を保った。対ギャロ抗争が終わらないまま、プロファチは1962年6月、肝臓癌により死亡した。
その後は副ボスで従兄弟のマリオッコが継いだ。ニューヨーク・クイーンズ区のセント・ジョーンズ墓地に埋葬された。

## エピソード
- 教会に押し入り王冠を盗んでいった泥棒を、キリスト教への冒涜のみならずゴッドファーザー（自分）への冒涜と捉え、部下に命じて粛清した[11][14]。

- 組織犯罪を厳しく追及したジョン・F・ケネディとロバート・ケネディを、大統領と司法長官になる以前から信用していなかった（マフィアは禁酒法時代に酒の密売でジョセフ・P・ケネディ・シニアとつながりがあったため、その息子たちが政治家になることを支持していた大物ボスもいた）。

- 一家のメンバーに対する上納金取り立ての厳しさは有名で、反抗する者は容赦なく粛清した[14]。ある時カーマイン・ペルシコがジョゼフ・ヴァラキに、「（定額の上納金とは別に）トラックをハイジャックしても税金を支払った。1800ドルもむしり取られた」と愚痴をこぼしたという[14]。

- 息子2人のうち1人は正業の道を歩み、オリーブオイルで知られるコラヴィタUSAの創業者になった[16]。